# 2012年12月民主党代表選挙
2012年12月民主党代表選挙（2012ねん12がつみんしゅとうだいひょうせんきょ）は、2012年12月16日に執行された第46回衆議院議員総選挙惨敗の責任を取り辞任を表明した野田佳彦代表の後任を選出するため、2012年12月25日に両院議員総会において実施された民主党代表選挙である。新代表には海江田万里が選出された。

## 概説
2012年12月16日に執行された第46回衆議院議員総選挙において民主党は公示前は231議席を有していたが、当選が57議席にとどまるという惨敗を喫し、自由民主党などによる政権奪還を許す結果となった。このため党代表であった野田佳彦首相は同日中に党代表を引責辞任する意向を表明し、これに伴い代表選が行われることとなった。任期は、2015年9月末まで。
野田の後継総理を決定する特別国会が12月26日に召集されることから、代表選挙は12月22日午前に告示し、午後に両院議員総会において選出されることとなった。しかし12月19日に開催された両議院議員総会では「2013年1月の党大会で選出するべき」「拙速にやるべきではない」「国会議員だけでなく落選候補や地方議員も参加できるようにすべき」など日程や選挙のあり方に異論が相次いだため、12月21日の党拡大役員会において選挙日程が12月25日へと延期された。
総選挙に大敗し議員数を減らしたため、立候補に必要な推薦人20人の確保にも苦労する事態となり、また党の勢いがない状況のため党代表就任が「ババ抜き」と形容されるなど、当初は立候補者に名乗りをあげる者がなく、本命不在の選挙と言われた。12月18日には2013年執行予定の参議院選挙における選挙の顔となることも踏まえ、細野豪志政調会長を推す声が広まったがこれを固辞、12月22日に経済財政担当大臣や経済産業大臣などを務めた海江田万里が、また12月23日には国土交通大臣などを務めた馬淵澄夫が立候補を表明した。
投票権は党の国会議員のみに認められた。投票の結果、党内の反執行部派に支持を広げた海江田が過半数の90票を獲得し、第10代の党代表に選出された。

## 党代表選データ

### 日程
- 12月22日 - 民主党が両院議員総会で12月25日の代表選挙実施を承認
- 12月22日 - 代表選挙を公告[5]
- 12月25日 - 立候補受付・両院議員総会（投開票）

### 選挙人
| 種別       | 人数  |
| ---------- | ----- |
| 衆議院議員 | 57人  |
| 参議院議員 | 88人  |
| 合計       | 145人 |

### 推薦人
衆参別五十音順
| 候補者     | 推薦人 |
| ---------- | --- |
| 馬淵澄夫   | 大西健介、奥野総一郎、菊田真紀子、後藤祐一、近藤洋介、田嶋要、長島昭久、福田昭夫、吉田泉、植松恵美子、梅村聡、大野元裕、小西洋之、芝博一、高橋千秋、西村正美、広田一、藤本祐司、松浦大悟、安井美沙子、蓮舫                                         |
| 海江田万里 | 荒井聰、生方幸夫、大島敦、大畠章宏、近藤昭一、階猛、篠原孝、津村啓介、中根康浩、原口一博、石井一、大島九州男、小川敏夫、加藤敏幸、神本美恵子、川合孝典、小林正夫、小見山幸治、桜井充、榛葉賀津也、田中直紀、津田弥太郎、白眞勲、藤田幸久、牧山弘恵 |

## 選挙の結果
| 馬淵澄夫 | 海江田万里 |
| -------- | ---------- |
| 54       | 90         |

- 有効投票数　145票　無効1票

## 立候補が取り沙汰された人物
- 枝野幸男 - 経済産業大臣[14]。
- 岡田克也 - 副総理[15]。
- 長妻昭 - 元厚生労働大臣[7]。
- 細野豪志 - 党政調会長[16]。
- 前原誠司 - 国家戦略担当大臣[17]
- 蓮舫 - 前行政刷新担当大臣[15]。